# 西国立駅
西国立駅（にしくにたちえき）は、東京都立川市羽衣町一丁目にある、東日本旅客鉄道（JR東日本）南武線の駅である。駅番号はJN 25。
西国立と言う駅名だが、国立市では無く立川市に所在。

## 歴史
- 1929年（昭和4年）12月11日：南武鉄道分倍河原駅 - 立川駅間開通時に開設[1][2]。
- 1944年（昭和19年）
  - 4月1日：南武鉄道国有化に伴い、運輸通信省南武線の駅となる[1][2]。
  - 5月：隣接地に立川機関区を開設。
- 1951年（昭和26年）3月1日：貨物取扱開始[2][4]。
- 1958年（昭和33年）4月10日：荷物扱い廃止[2]。
- 1963年（昭和38年）4月1日：貨物取扱廃止[2]。
- 1984年（昭和59年）7月1日：立川機関区廃止。
- 1987年（昭和62年）4月1日：国鉄分割民営化に伴い、東日本旅客鉄道（JR東日本）の駅となる[1][2]。
- 1994年（平成6年）3月1日：自動改札機設置[5]。
- 2001年（平成13年）11月18日：ICカード「Suica」の利用が可能となる[広報 1]。
- 2007年（平成19年）4月1日：業務委託化。
- 2010年（平成22年）2月28日：みどりの窓口の営業終了。
- 2015年（平成27年）3月14日：南武線全区間での快速運転開始に伴い、快速通過駅となる[6]。
- 2024年（令和6年）11月12日：2番線（下り立川方面）ホームにてスマートホームドアの使用を開始。
- 2025年（令和7年）2月10日：1番線（上り川崎方面）ホームにてスマートホームドアの使用を開始[7]。

## 駅構造
JR東日本ステーションサービスが駅管理をする業務委託駅。
相対式ホーム2面2線を有する地上駅である。互いのホームは跨線橋で連絡している。多機能券売機・指定席券売機・自動改札機設置駅。
立川統括センター管理の業務委託駅（JR東日本ステーションサービス委託）。ただし、お客さまサポートコールシステムが導入されており、一部時間帯を除き遠隔対応のため改札係員は不在となる。
駅舎は線路の東側にあり、上り川崎方面1番線ホームとは、かつて当駅に隣接していた立川機関区への入・出庫線跡に設置された短い通路により連絡している。1番線ホームと西側下り立川方面2番線ホームとは跨線橋により連絡している。従来、跨線橋は駅舎と1番線ホーム、2番線ホームをそれぞれ連絡しており、入・出庫線跡に通路が設置されてからも暫くはこの形態であった。駅西側の地域からは主に駅南（矢川駅）側の踏切を経由して駅舎にアクセスする。
当駅始発川崎行が毎日2本設定されている。この当駅始発列車は立川駅の留置線から出庫するが、立川駅では留置線から直接ホームに入線可能な配線では無いため、当駅まで回送してから営業運転を開始する。なお、下り列車は当駅を通り、立川駅で客を降ろした後、本線上で折返してから留置線に入庫するため、当駅止まりの列車は存在しない。
立川機関区が廃止される以前は川崎方面ホームが島式であり、2面3線の配線となっていた。
駅高架化計画があり、高架化後は島式ホーム1面2線となる予定。

### のりば
| 番線 | 路線   | 方向 | 行先                     |
| ---- | ------ | ---- | ------------------------ |
| 1    | 南武線 | 上り | 府中本町・登戸・川崎方面 |
| 2    | 南武線 | 下り | 立川方面                 |

（出典：JR東日本:駅構内図）

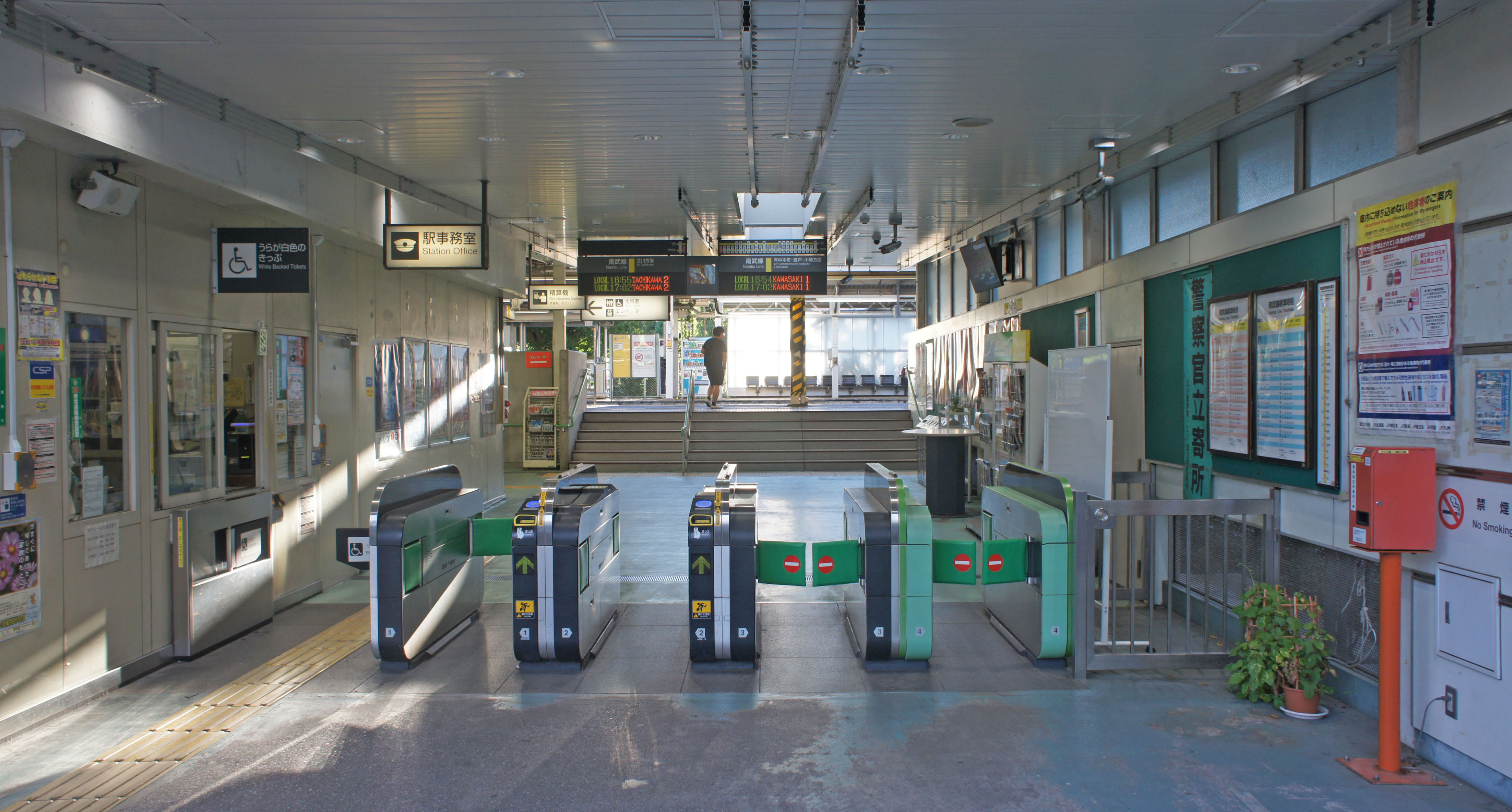
改札口（2019年9月）
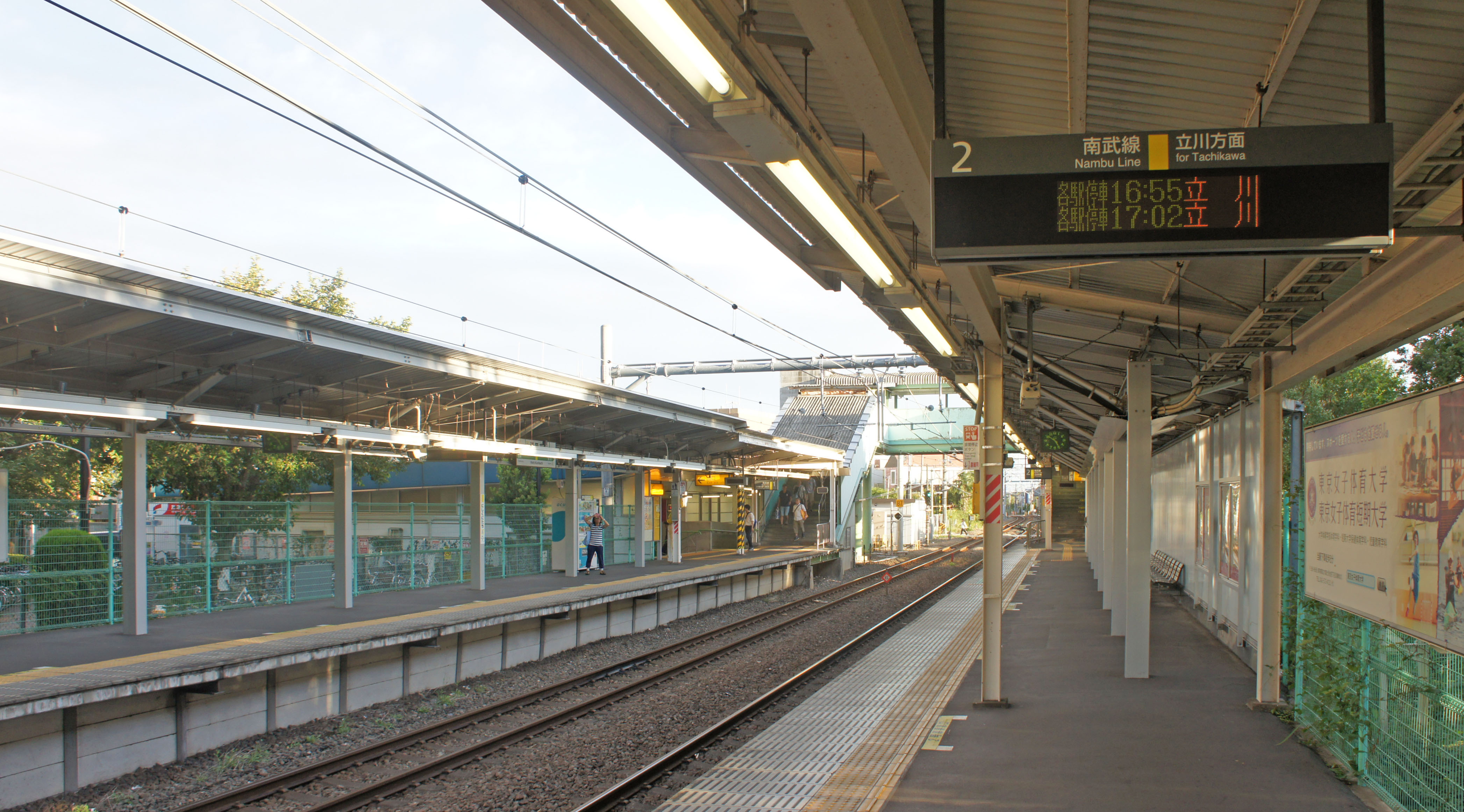
ホーム（2019年9月）

## 利用状況
2023年度（令和5年度）の1日平均乗車人員は9,232人である。
1990年度（平成2年度）以降の1日平均乗車人員の推移は以下の通り。
| 年度               | 1日平均 乗車人員 | 出典     |
| ------------------ | ---------------- | -------- |
| 1990年（平成02年） | 8,542            | [ * 1 ]  |
| 1991年（平成03年） | 9,074            | [ * 2 ]  |
| 1992年（平成04年） | 9,405            | [ * 3 ]  |
| 1993年（平成05年） | 9,507            | [ * 4 ]  |
| 1994年（平成06年） | 9,581            | [ * 5 ]  |
| 1995年（平成07年） | 9,525            | [ * 6 ]  |
| 1996年（平成08年） | 9,575            | [ * 7 ]  |
| 1997年（平成09年） | 9,433            | [ * 8 ]  |
| 1998年（平成10年） | 9,318            | [ * 9 ]  |
| 1999年（平成11年） | 9,210            | [ * 10 ] |
| 2000年（平成12年） | 9,070            | [ * 11 ] |
| 2001年（平成13年） | 9,261            | [ * 12 ] |
| 2002年（平成14年） | 9,387            | [ * 13 ] |
| 2003年（平成15年） | 9,451            | [ * 14 ] |
| 2004年（平成16年） | 9,304            | [ * 15 ] |
| 2005年（平成17年） | 9,543            | [ * 16 ] |
| 2006年（平成18年） | 9,824            | [ * 17 ] |
| 2007年（平成19年） | 9,799            | [ * 18 ] |
| 2008年（平成20年） | 9,750            | [ * 19 ] |
| 2009年（平成21年） | 9,653            | [ * 20 ] |
| 2010年（平成22年） | 9,593            | [ * 21 ] |
| 2011年（平成23年） | 9,438            | [ * 22 ] |
| 2012年（平成24年） | 9,553            | [ * 23 ] |
| 2013年（平成25年） | 9,794            | [ * 24 ] |
| 2014年（平成26年） | 9,747            | [ * 25 ] |
| 2015年（平成27年） | 10,071           | [ * 26 ] |
| 2016年（平成28年） | 10,353           | [ * 27 ] |
| 2017年（平成29年） | 10,223           | [ * 28 ] |
| 2018年（平成30年） | 10,185           | [ * 29 ] |
| 2019年（令和元年） | 10,108           | [ * 30 ] |
| 2020年（令和02年） | 7,999            |          |
| 2021年（令和03年） | 8,447            |          |
| 2022年（令和04年） | 8,942            |          |
| 2023年（令和05年） | 9,232            |          |

## 駅周辺
駅名は「西国立」であるが、所在地は立川市羽衣町であり、国立市境とは若干距離がある。
駅舎改札外に駅ナカのパン屋（飲食可）、向かいに飲食店が立ち並び、コンビニはファミリーマートがある。
周辺は大規模なマンションも目立つが、主として低層の住宅地である。西側には共済立川病院を始め、立川駅よりも当駅が至近の「立川」を称する施設が多数ある。
以前は、立川市役所・国の立川地方合同庁舎・立川公共職業安定所があったが、いずれも立川駅北口へ移転した。市役所跡施設の一部を暫定活用して､2012年12月に「立川市子ども未来センター」が設置された。また、東京都立多摩図書館（東京都立多摩社会教育会館）は国分寺市への移転に伴い、2016年12月に閉館となった。
- 立川市市民会館（たましんRISURUホール）
- 立川市子ども未来センター
- 国家公務員共済組合連合会立川病院
- 健生会ふれあい相互病院
- 東京都立川合同庁舎
  - 東京都立川都税事務所
  - 東京都多摩建築指導事務所
  - 東京都多摩環境事務所
- 東京都多摩教育センター
  - 東京都多摩教育事務所
  - 東京都立多摩社会教育会館
  - 東京都西部学校経営支援センター
  - 東京都教職員研修センター立川分室
  - 東京都教育相談センター立川出張相談室
- 郵政大学校・中央郵政研修センター
- 中央郵政研修所内郵便局
- 立川錦郵便局
- 立川錦町四郵便局
- 西友西国立店
- サミットストア羽衣いちょう通り店
- 立川聖苑
- 矢川緑地保全地区
- 東京女子体育大学・東京女子体育短期大学
- 星槎国際高等学校立川学習センター
- 立川市立第六小学校
- 立川市立立川第三中学校
- オーベルジュときと（旧無門庵）

## バス路線
西国立駅入口
- 立川バス
  - 国20-5：国立駅南口

立川六小
- 立川バス
  - 国15：立川駅北口 / 国立駅南口
  - 国15-1：立川駅南口 / 国立駅南口

## 隣の駅
東日本旅客鉄道（JR東日本）
 南武線
■快速
通過
■各駅停車
矢川駅 (JN 24) - 西国立駅 (JN 25) -  立川駅 (JN 26)
1944年までは当駅 - 立川間に東立川駅が存在した。

### 記事本文